# Admiralitätswerft (Sankt Petersburg)

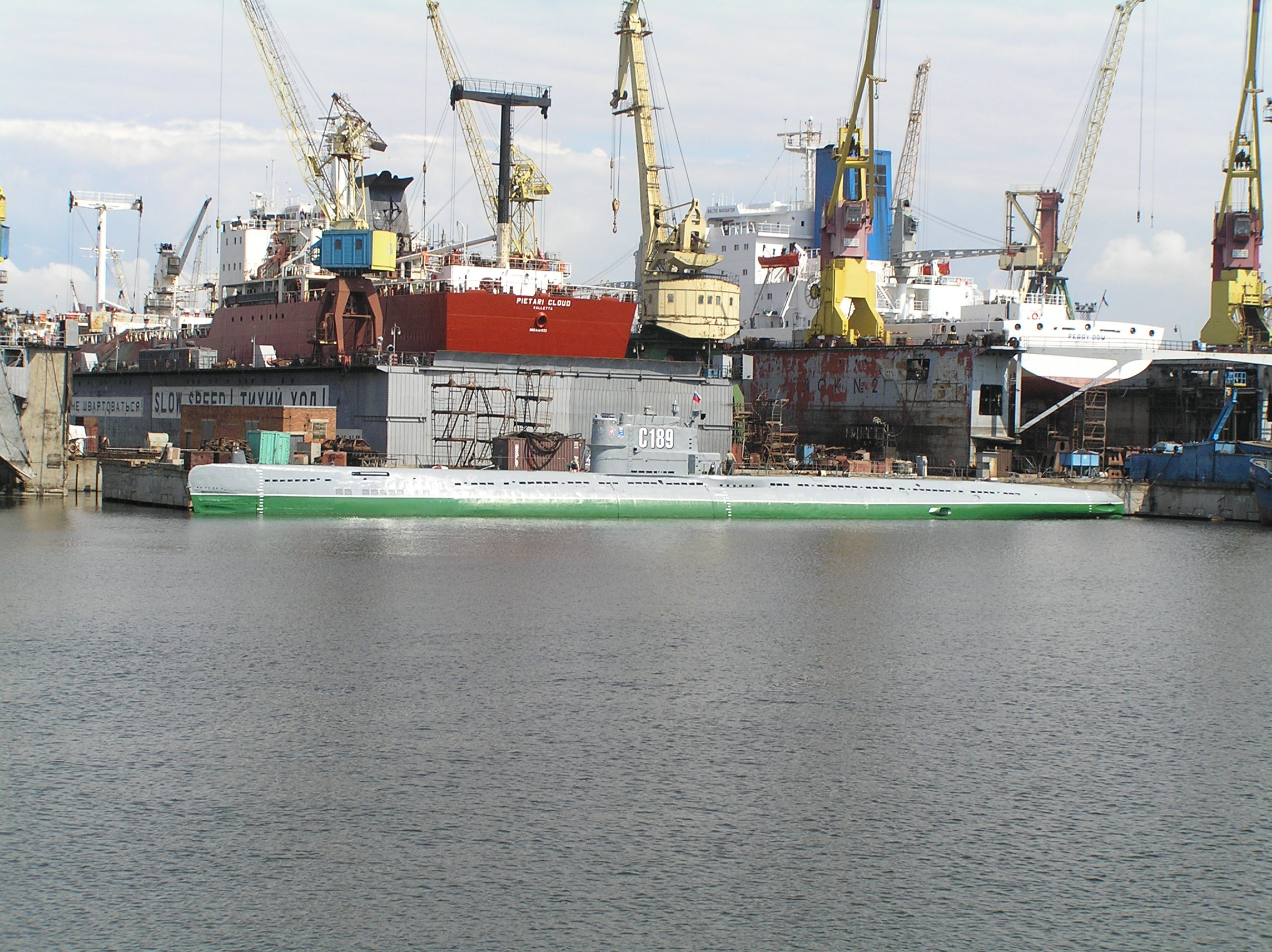
Admiralitätswerft

Die Admiralitätswerft (russisch Адмиралтейские верфи) (ehemals sowjetische Werft Nr. 194, auch Neue Admiralitätswerft genannt) ist eine der ältesten und größten Werften Russlands in Sankt Petersburg. Sie ist im 100-prozentigen Staatsbesitz und gehört zur United Shipbuilding Corporation. Das Gelände der Werft bietet Platz für Schiffe mit einem Eigengewicht von bis zu 70.000 Tonnen (DWT), einer Länge von 250 Metern und einer Breite von 35 Metern. Zu den militärischen Produkten zählen Kriegsschiffe wie Atom- und Diesel-U-Boote sowie große Hilfsschiffe.

## Geschichte
Die Werft wurde während des Großen Nordischen Krieges am 5. November 1704 von Peter dem Großen als Galeerenwerft (Eigenname Garlerny-Werft) (russisch Галерная верфь) gegründet und befand sich auf freiem Feld entlang der Newa hinter dem Admiralitätsgebäude. Der erste Equipage-Meister der Werft war Iwan Jakowlew, dem Alexander Kikin nachfolgte. Sie wurde von der russischen Admiralität verwaltet, daher der spätere Name. Joseph Nye baute hier sechs Schiffe mit 90, 66 und 54 Kanonen, sechs Fregatten mit 46 und 32 Kanonen und einige kleinere Schiffe. Weitere Schiffbauer der Werft waren Richard Brawn und Richard Rams. 1721 wurde sie in „Galeerenwerft“ und 1800 in „Neue Admiralitätswerft“ umbenannt, um die Galeerenwerft zu ergänzen und 1841 zu ersetzen. 1908 wurde sie dann erneut in „Admiralitätswerft“ umbenannt. Ab 1937 wurden die beiden Abschnitte in „André–Marty–Werft“ (russisch Судостроительный завод имени Андре Марти Sudostroitelny sawod imeni André Marty) umbenannt (Werften № 194 bzw. № 196). 1966 wurde sie erneut zur Neuen Admiralitätswerft wie bereits 1800 und 1972 zu den Leningrader Admiralitätswerften (russisch Адмиралтейские верфи Admiralteiskije werfi). Die letzten Namensänderungen erfolgten 1992 – Staatsunternehmen Werften der Admiralität und nach erneuter Umfirmierung 2001 wurde es 2008 schließlich eine offene Aktiengesellschaft – OAO Admiralitätswerften.
Von ihrer Gründung bis 1917 baute die Werft mehr als 1000 Schiffe, darunter 137 große Segelkriegsschiffe, etwa 700 mittlere und kleine Segel- und Ruderschiffe sowie mehr als 100 Eisenschiffe, darunter 25 gepanzerte Kriegsschiffe und 8 Kreuzer. 1959 lieferte die Werft das weltweit erste Überwasserschiff mit Nuklearantrieb, den Atomeisbrecher Lenin.
Im späten 19. sowie frühen 20. Jahrhundert war die Werft ein bedeutender Lieferant von Schlachtschiffen und ab Mitte des 20. Jahrhunderts von U-Booten und Kreuzern. Seit Mitte der 1950er Jahre hat sich die Werft auf große Handelsschiffe, Eisbrecher, große Seenotrettungskreuzer und Bergungsschiffe, Fischfabrikschiffe, Schwimmdock sowie auf Marinehilfsmittel spezialisiert.
Beispiele für nichtmilitärische Produktion aus der Werft am Admiralitätskai in St. Petersburg sind die Bronzetafeln, Kandelaber und die Engel der Alexandersäule auf dem Palastplatz, die Statuen und das Dach der Isaakskathedrale, eine Reihe von Brücken über die Kanäle und die meisten kunstvollen Zäune aus Gusseisen im alten Sankt Petersburg. Es waren alles Produkte der Gießerei dieser Werft.

## U-Boote
Ab 1966 fertigte die Werft die Atom-U-Boote der Victor-Klassen I, II und III sowie der Alfa-Klasse mit Titanhülle.
Von 1973 bis 1998 hat die Werft 298 U-Boote gebaut, darunter 41 Atom-U-Boote sowie 68 dieselelektrische U-Boote. Zu den hergestellten Spezialtauchbooten gehören die zivilen Typen Sever-2 (1969), Tinro-2 (1972), Bentos (1975–1982), Tetis (1976), Osa, Argus und Osmotr (1988) sowie die Marine Lima Uniform, Röntgen-, Beluga- und Paltus-Klassen.
Die Admiralitätswerften sind immer noch auf den U-Boot-Bau spezialisiert. Zu den zuletzt gebauten gehören U-Boote der Kilo-Klasse (2.325 DWT) und die kleinere Lada-Klasse (1.600 DWT). 1992 kaufte der Iran zwei U-Boote der Kilo-Klasse für 600 Millionen US-Dollar, mit der Option, ein drittes zu kaufen. Die neueste Entwicklung der Werft sind das U-Boot der Lada-Klasse und seine Exportversion, das U-Boot der Amur-Klasse, das noch keinen Kunden hat. Das ursprüngliche Design der Lada-Klasse gilt jedoch als unausgereift, so dass die Serienboote erheblich umgebaut werden müssen.
Das bemannte Klein-U-Boot des Projekts Konsul (russisch Консул') zur Tiefsee-Forschung, ist das erste russische Tieftauchfahrzeug der dritten Generation, das bis zu 6000 Meter tief tauchen kann, 10 Stunden mit einem Manipulator arbeitet und eine Last von bis zu 200 Kilogramm an die Oberfläche hebt. Der Bau von Unterwasserschiffen macht 70 Prozent des gesamten Produktionsvolumens der Werft aus. Von allen weltweit gebauten U-Booten werden 15 Prozent der Tonnage auf den Admiralitätswerften produziert.